# The Player (canción)
«The Player» es una canción interpretada por el trío música First Choice. Fue publicada en julio de 1974 como el sencillo principal de su álbum del mismo nombre.

## Antecedentes
First Choice tuvo su sencillo de mayor éxito hasta la fecha con «Armed and Extremely Dangerous» de 1973. Entre sus canciones posteriores a «Armed and Extremely Dangerous» se encontraba «The Player» de 1974. La canción fue compuesta por el dúo de compositores Allan Felder y Norman Harris; este último tocó la guitarra en el álbum. Las sesiones de grabación de la canción tuvieron lugar en los estudios Sigma Sound, en Filadelfia, Pensilvania. El lado B del sencillo era una versión extendida de la canción titulada «The Player – Part 2».

## Recepción de la crítica
Billboard elogió “[las] voces fuertes, [el] fondo de cuerdas y [el] sonido disco dorado [que] caracterizan el disco” y dijo que “alternar el solo y los coros como voces principales funciona bien”. Cash Box la llamó “dinámica de principio a fin y tiene un gancho fino con un gran punto de flauta”, elogiando particularmente la instrumentación ajustada y las voces realmente poderosas. Record World indicó que «The Player – Part 1» “mantiene su preeminencia como el principal grupo femenino de soul en sencillos que emplean un sonido disco/top 40”.

## Lista de canciones
Todas las canciones escritas y compuestas por Norman Harris y Allan Felder.
1. «The Player – Part 1» – 2:48
2. «The Player – Part 2» – 4:20

## Posicionamiento
| Gráfica (1974)                              | Pico de posición |
| ------------------------------------------- | ---------------- |
| Canadá (RPM Top Singles)                    | 68               |
| Estados Unidos (Billboard Hot 100)          | 70               |
| Estados Unidos (Billboard Hot Soul Singles) | 7                |